# Vrba, Tutin
Vrba (izvirno srbsko Врба) je naselje v Srbiji, ki upravno spada pod Občino Tutin; slednja pa je del Raškega upravnega okraja.

## Demografija
V naselju živi 125 polnoletnih prebivalcev, pri čemer je njihova povprečna starost 30,7 let (32,9 pri moških in 28,8 pri ženskah). Naselje ima 35 gospodinjstev, pri čemer je povprečno število članov na gospodinjstvo 5,60.
|  |

| Demografija | Demografija     | Demografija     |
| Leto        | Št. prebivalcev | Št. prebivalcev |
| ----------- | --------------- | --------------- |
|             |                 |                 |
|             |                 |                 |
|             |                 |                 |
|             |                 |                 |
| 1948        | 150             |                 |
| 1953        | 179             |                 |
| 1961        | 189             |                 |
| 1971        | 170             |                 |
| 1981        | 194             |                 |
| 1991        | 237             | 237             |
| 2002        | 217             | 196             |
|             |                 |                 |

| Etnična sestava po popisu iz leta 2002 | Etnična sestava po popisu iz leta 2002 | Etnična sestava po popisu iz leta 2002 | Etnična sestava po popisu iz leta 2002 | Etnična sestava po popisu iz leta 2002 |
| -------------------------------------- | -------------------------------------- | -------------------------------------- | -------------------------------------- | -------------------------------------- |
| Bošnjaki                               | Bošnjaki                               |                                        | 194                                    | 98,97%                                 |
| Muslimani                              | Muslimani                              |                                        | 1                                      | 0,51%                                  |
| Neznano                                | Neznano                                |                                        | 1                                      | 0,51%                                  |